# St. Barbara (Breinig)

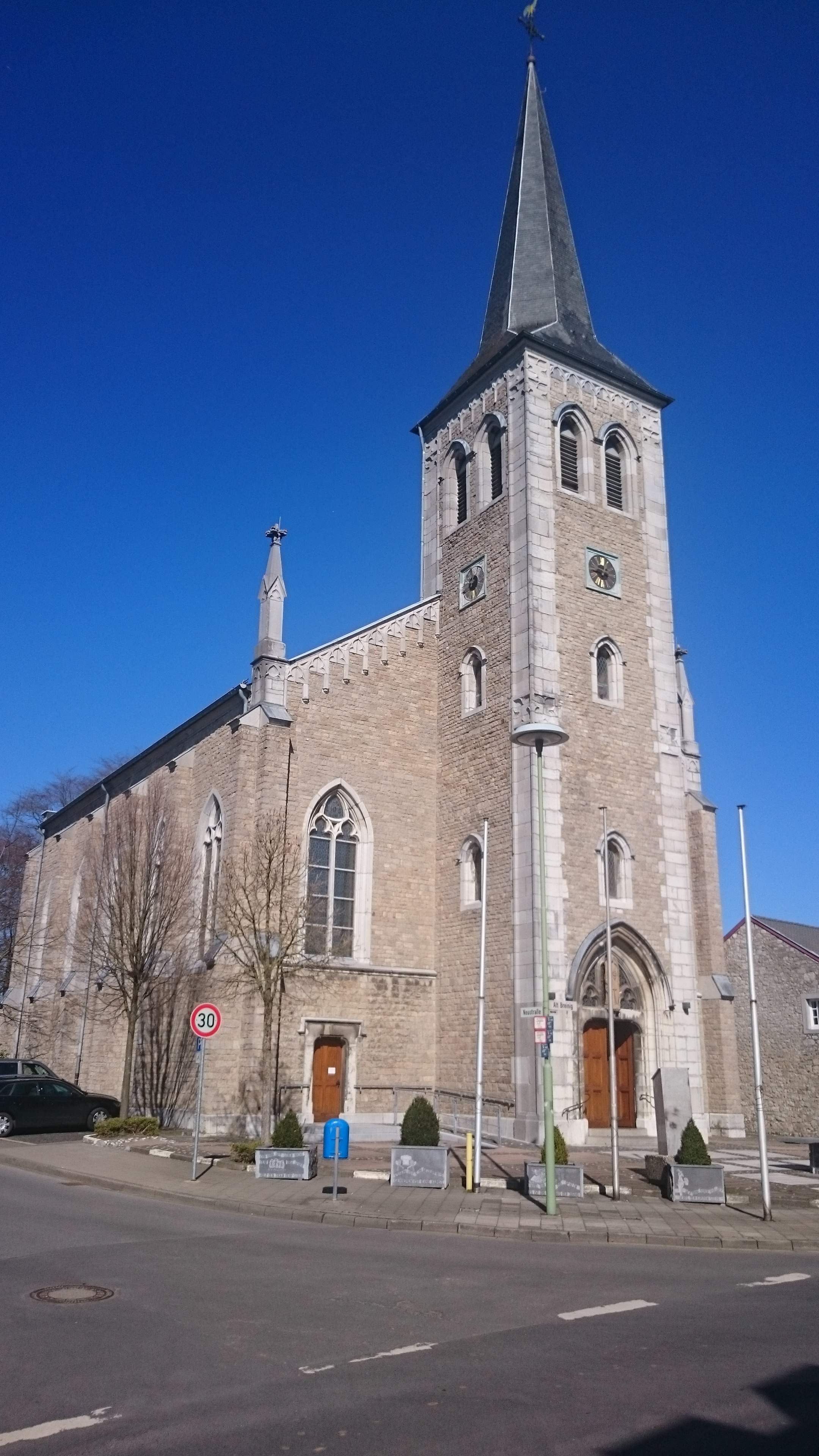
Pfarrkirche St. Barbara

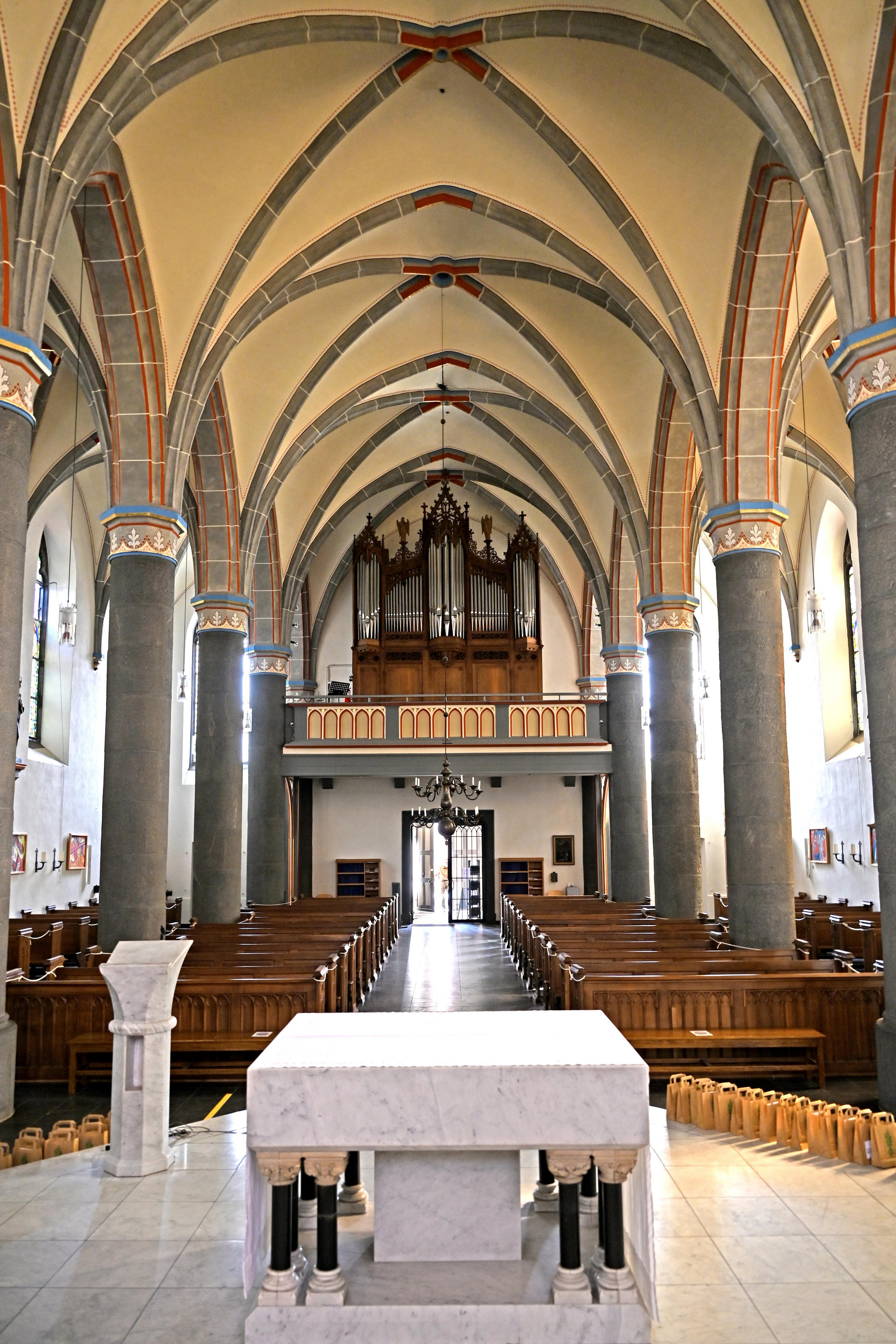
Innenraum, Blick zur Orgelempore

St. Barbara ist eine katholische Pfarrkirche in Stolberg. Sie befindet sich im Ortsteil Breinig. Die aus dem 19. Jahrhundert im frühneugotischen Stil errichtete Kirche gehört zum Bistum Aachen im Dekanat Stolberg-Süd und ist nach der Heiligen Barbara benannt. 

## Vorgängerkirche
Von der Vorgängerkirche aus dem Jahre 1731 existieren keine Darstellungen. Bekannt ist, dass sie ein Kirchenschiff von 13 Metern Länge und 6,5 Metern Breite besaß. Der Kirchenbau befand sich vor dem Turm des heutigen Gebäudes und ragte in den Straßenbereich hinein.
Das Kirchenschiff war in der für katholische Kirchen häufig angewandten West-Ost-Richtung orientiert. An der Nordseite des Chores befand sich eine Sakristei.
Ein Gutachten stellte im Jahre 1819 fest, dass die Kirche dringende Reparaturen benötigte. Hinzu kam, dass aufgrund der gestiegenen Einwohnerzahl Breinigs die Kirche zu klein zu werden drohte. Mehrfach wurden Erweiterungsvorschläge gemacht, die jedoch nicht umgesetzt wurden, da kein geeignetes Grundstück zur Verfügung stand.
Bei einer Begutachtung im Jahre 1846 wurde festgestellt, dass eine Vergrößerung nicht mehr möglich war. Das Kirchenschiff war inzwischen baufällig geworden.

## Neubau von St. Barbara
Landesbauinspektor Johann Peter Cremer entwickelte Pläne für einen Kirchenneubau. Man hatte sich zuvor entschieden, die neue Kirche am Platz der Alten zu errichten, da kein geeigneter, anderer Bauplatz verfügbar war. St. Barbara entstand schließlich seitlich der Straße, wobei der Bau abweichend vom Vorgänger nach Norden weist.
Der unterbreitete Plan unterlag zahlreichen Revisionen und Änderungswünschen. So wurden unter anderem breitere Seitenschiffe und ein breiterer Turm gefordert. Dies ließ sich jedoch nicht realisieren. Umgesetzt wurden schließlich die ebenfalls gewünschten zwei Eingänge im Turmbau sowie zusätzliche Fenster im Chorbereich.
Am 11. August 1852 wurde der Auftrag zum Bau erteilt, am 28. August 1852 die Zustimmung zur Einsegnung des Grundsteins gegeben. 1853 begann man mit dem Bau der Außenmauern. 1854 kam es zum Baustillstand, denn es ließen sich keine Handwerker finden, die die im Plan vorgesehenen massiven steinernen Gewölbe mauern konnten. Es dauerte nicht lange und die errichteten Chorgewölbe stürzten ein. Erst unter massiver Hilfe Cremers ließ sich der Bau vollenden. Am 4. Dezember 1855 konnte die Gemeinde erstmals die Kirche nutzen.
Die Kosten des Kirchenbaus betrugen 15.000 Taler, die fast komplett durch die Gemeinde aufgebracht wurden.
Die Einrichtung der neuen Kirche stammte fast komplett aus dem alten Kirchenbau. Lediglich der Hochaltar und die Kommunionbänke wurden neu erstellt. 1858 wurde eine neue Orgel von Wilhelm Korfmacher aus Linnich eingerichtet, 1866 folgten zwei neue Beichtstühle. 1888/1889 erhielt St. Barbara neue, vom Glasmacher Hubert Clemens Winkholt angefertigte farbige Fenster. 
In den Jahren 1977 und 1978 wurde die Kirche restauriert. Im Rahmen dieser Maßnahme wurde die westliche Sakristei als Sakramentskapelle eingerichtet. Der Tabernakel und die Stele in dieser Kapelle sind von Sepp Hürten, der gemeinsam mit Hermann Frey, dem damaligen Pfarrer, die Gestaltung der Sakramentskapelle vornahm. Sie ist außer wegen der hohen künstlerischen Qualität auch dadurch bedeutsam, dass in St. Barbara als einer von nur wenigen Kirchen im Bistum Aachen die Empfehlungen des II. Vatikanischen Konzils zur Verlagerung des Tabernakels aus dem Altarraum in eine eigene Sakramentskapelle konsequent umgesetzt wurden. Die Fenster der Sakramentskapelle gestaltete Ludwig Schaffrath; die später ergänzten Engeldarstellungen in der Kapelle stammen von Andreas Felger. Bei der Restaurierung der Kirche wurden Teile des alten Hochaltars und der Kommunionbank in den neuen Altarraum und die Sakramentskapelle integriert. Auch der neue Altar und das Kreuz der Kreuzigungsgruppe wurden von Sepp Hürten geschaffen.

## Orgel

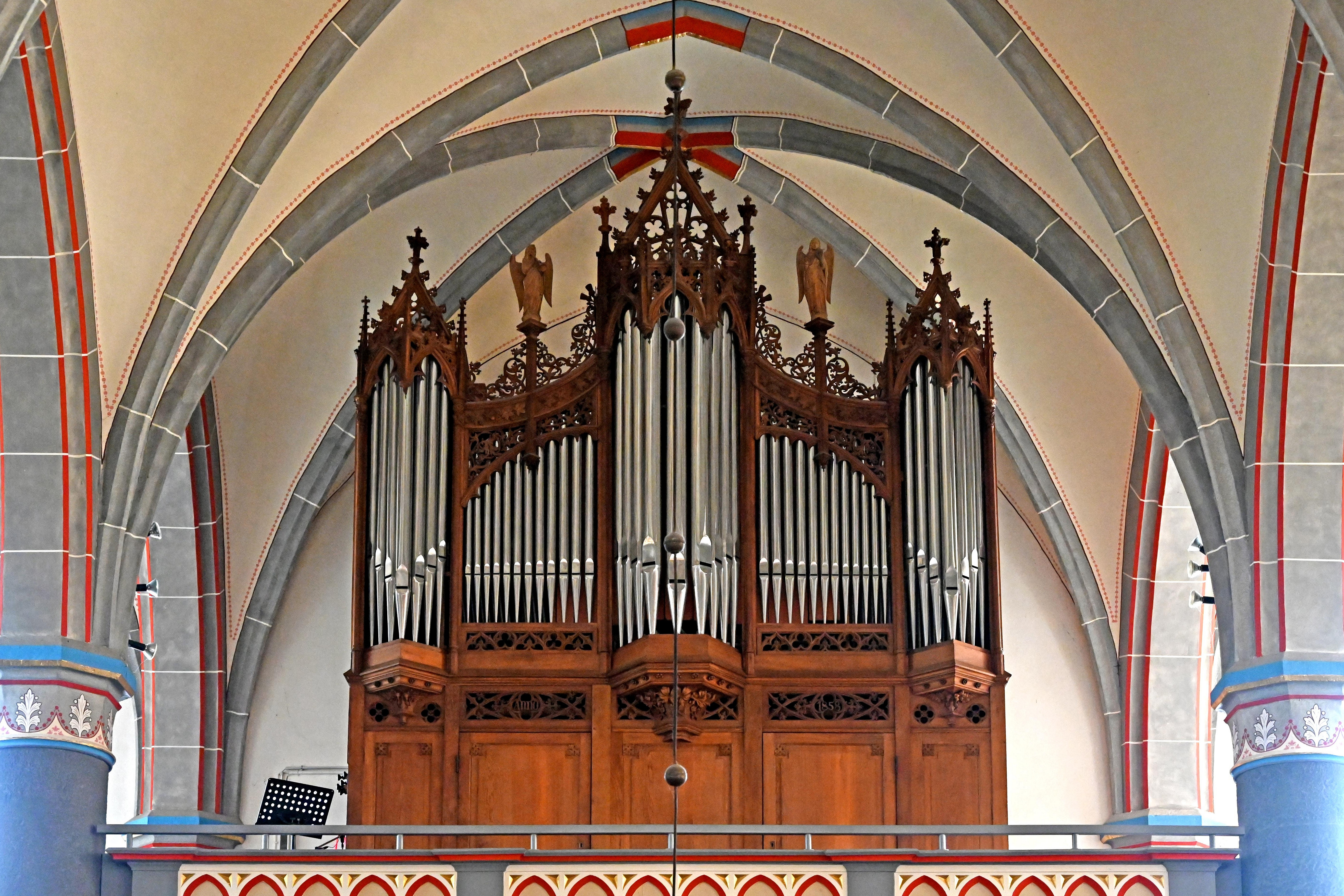
Korfmacher-Orgel von 1858

1981 erfolgte eine komplette Renovierung der Orgel durch die Werkstatt Alfred Führer, Wilhelmshaven. Die letzte Restaurierungsmaßnahme fand 1990–1992 statt, als St. Barbara neugotische Fenster im Chor erhielt.
Im Jahre 2008 informierte die Pfarre darüber, dass die aus dem 19. Jahrhundert stammende Korfmacher-Orgel vom Holzwurm befallen ist und dringend restauriert werden muss. Daher wurde 2009 eine Erhaltungssanierung durchgeführt.
Das Instrument hat 27 Register auf zwei Manualen und Pedal. Die Spieltrakturen sind mechanisch.
| I Hauptwerk C–f3 |                  |        |
| 01.              | Bordun           | 16′    |
| 02.              | Prinzipal        | 08′    |
| 03.              | Hohlpfeife       | 08′    |
| 04.              | Viola da Gamba   | 08′    |
| 05.              | Oktave           | 04′    |
| 06.              | Flöte            | 04′    |
| 07.              | Quinte           | 02 ⁄3′ |
| 08.              | Oktave           | 02′    |
| 09.              | Mixtur IV        |        |
| 10.              | Cornett IV       | 04'    |
| 11a.             | Trompete Bass    | 08′    |
| 11b.             | Trompete Diskant | 08′    |

| II Unterwerk C–f3 |                 |    |
| 12.               | Gedeckt         | 8′ |
| 13.               | Traversflöte    | 8′ |
| 14.               | Salicional      | 8′ |
| 15.               | Prinzipal       | 4′ |
| 16.               | Flöte           | 4′ |
| 17.               | Salicet         | 4′ |
| 18.               | Superflöte      | 2′ |
| 19.               | Mixtur II       |    |
| 20.               | Basson-Hautbois | 8′ |
| 21.               | Euphon          | 8′ |

| Pedal C–f1 |               |     |
| 22.        | Violon        | 16′ |
| 23.        | Subbass       | 16′ |
| 24.        | Prinzipalbass | 08′ |
| 25.        | Choralbass    | 04′ |
| 26.        | Posaune       | 16′ |
| 27.        | Trompete      | 08′ |

- Koppeln: II/I, I/P, II/P
- Anmerkungen:

1. ↑  Schwebend gestimmt.

## Kirchenschatz
Der Kirchenschatz von St. Barbara verfügt über zahlreiche Kostbarkeiten aus verschiedenen Jahrhunderten. 

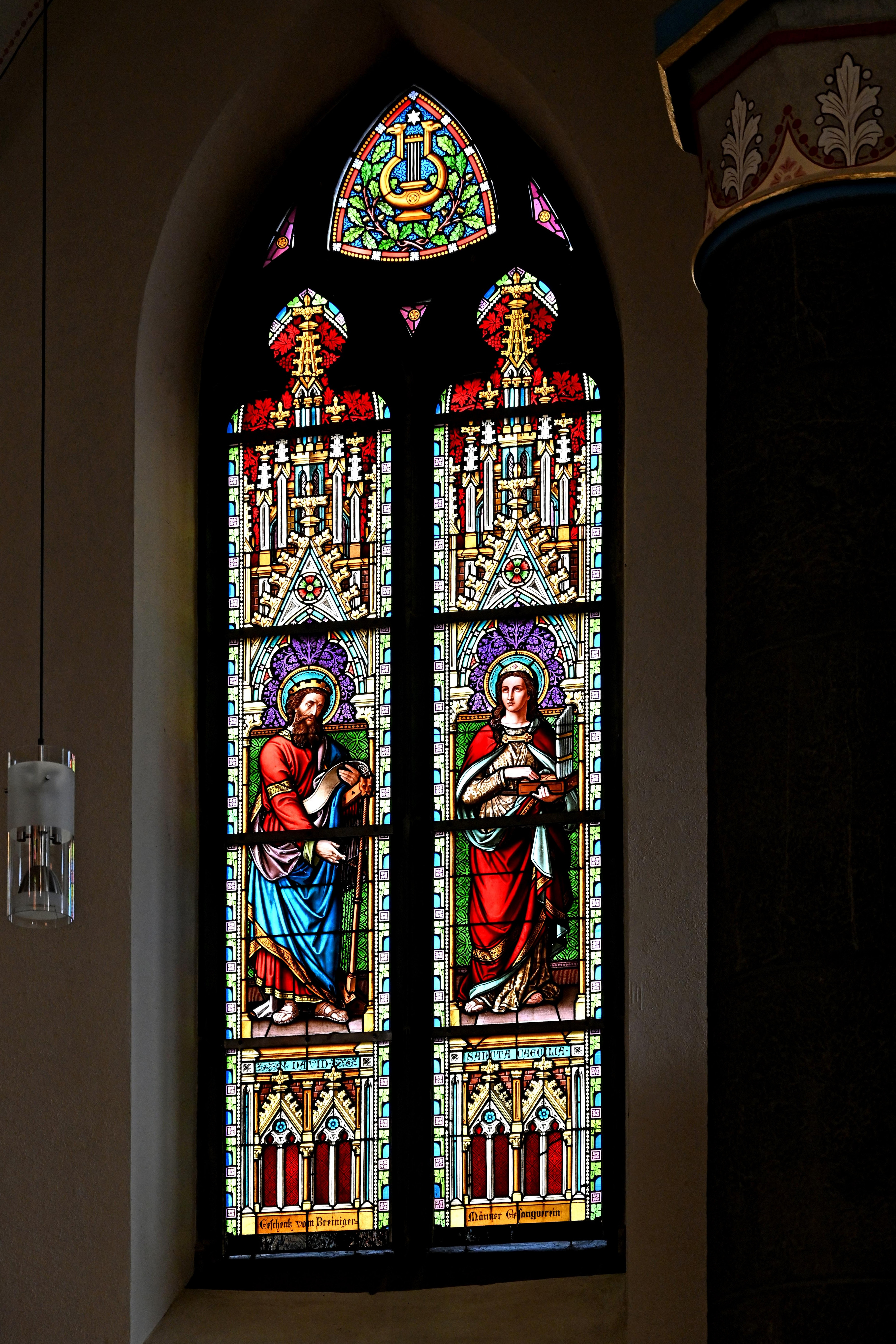
Seitenfenster 1889
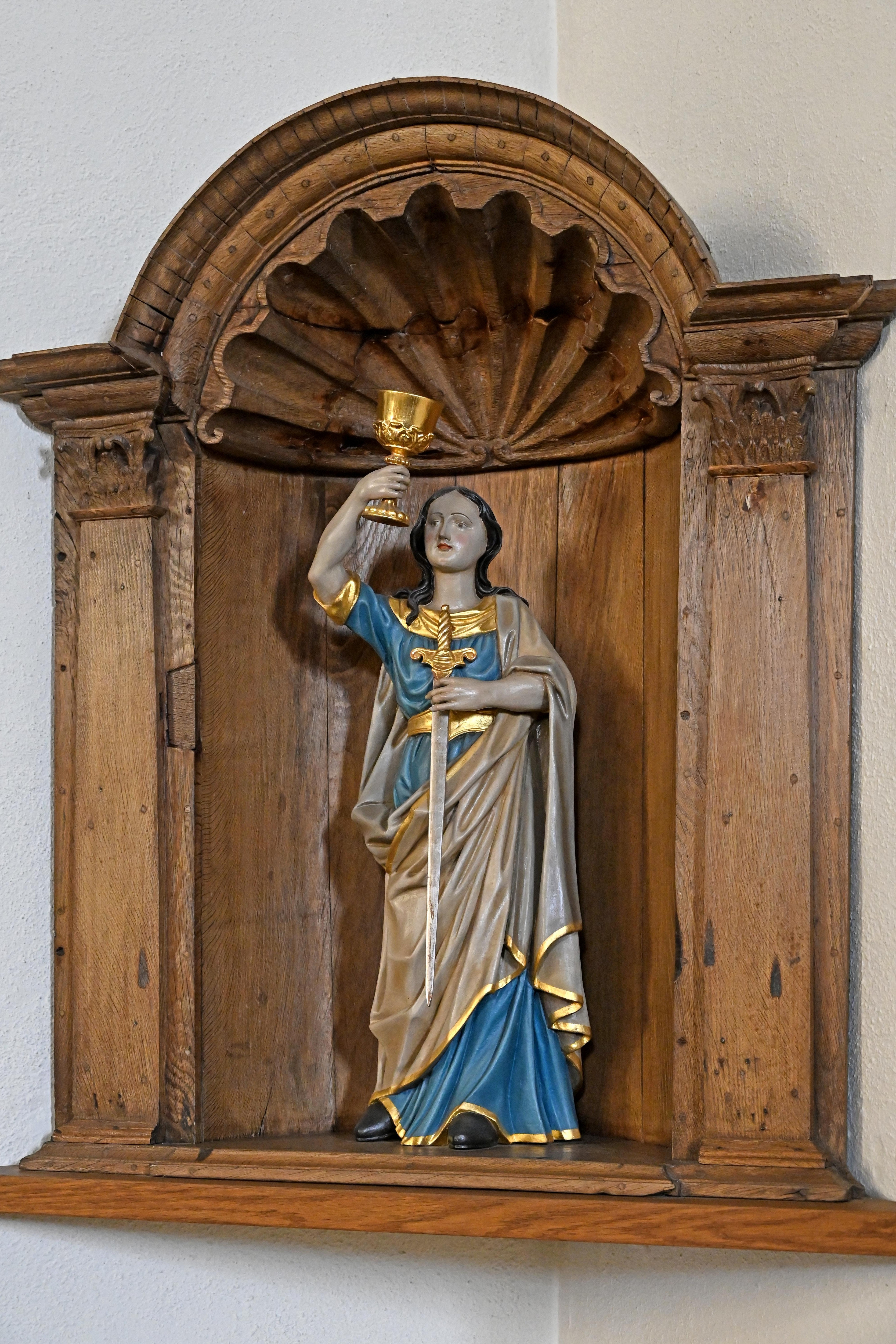
St. Barbara-Statue
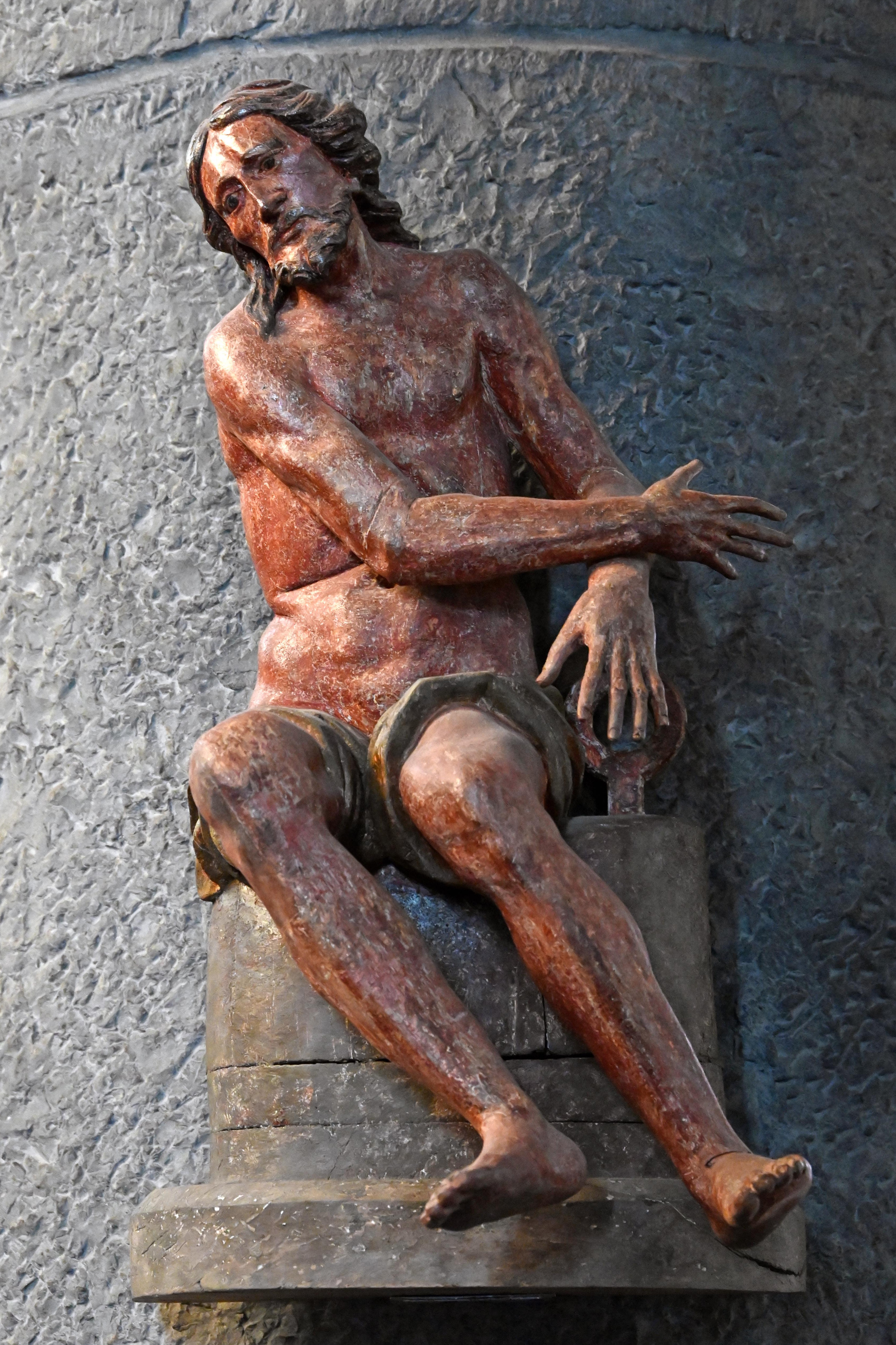
Leidensmann
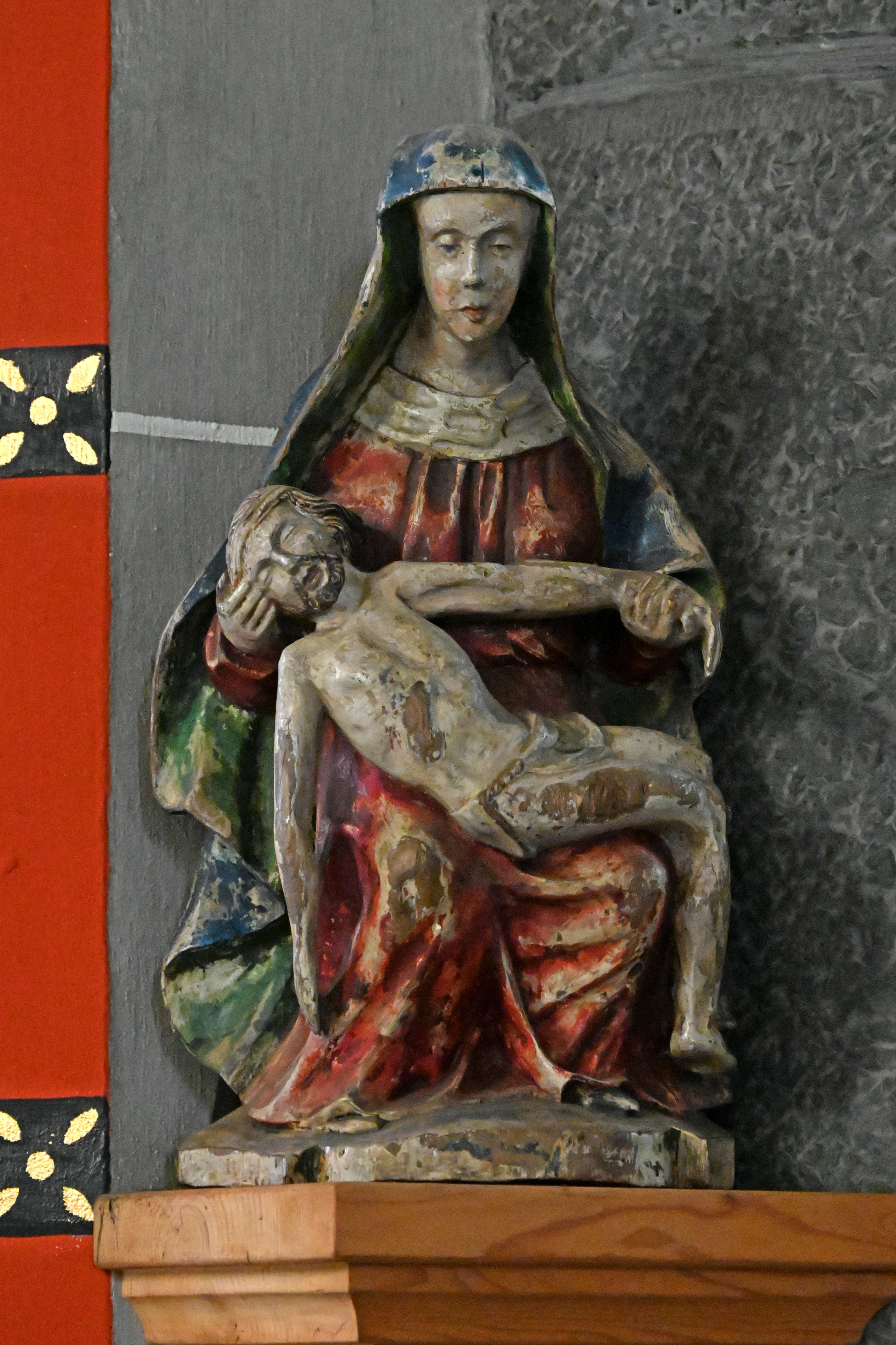
Pietà aus Lindenholz
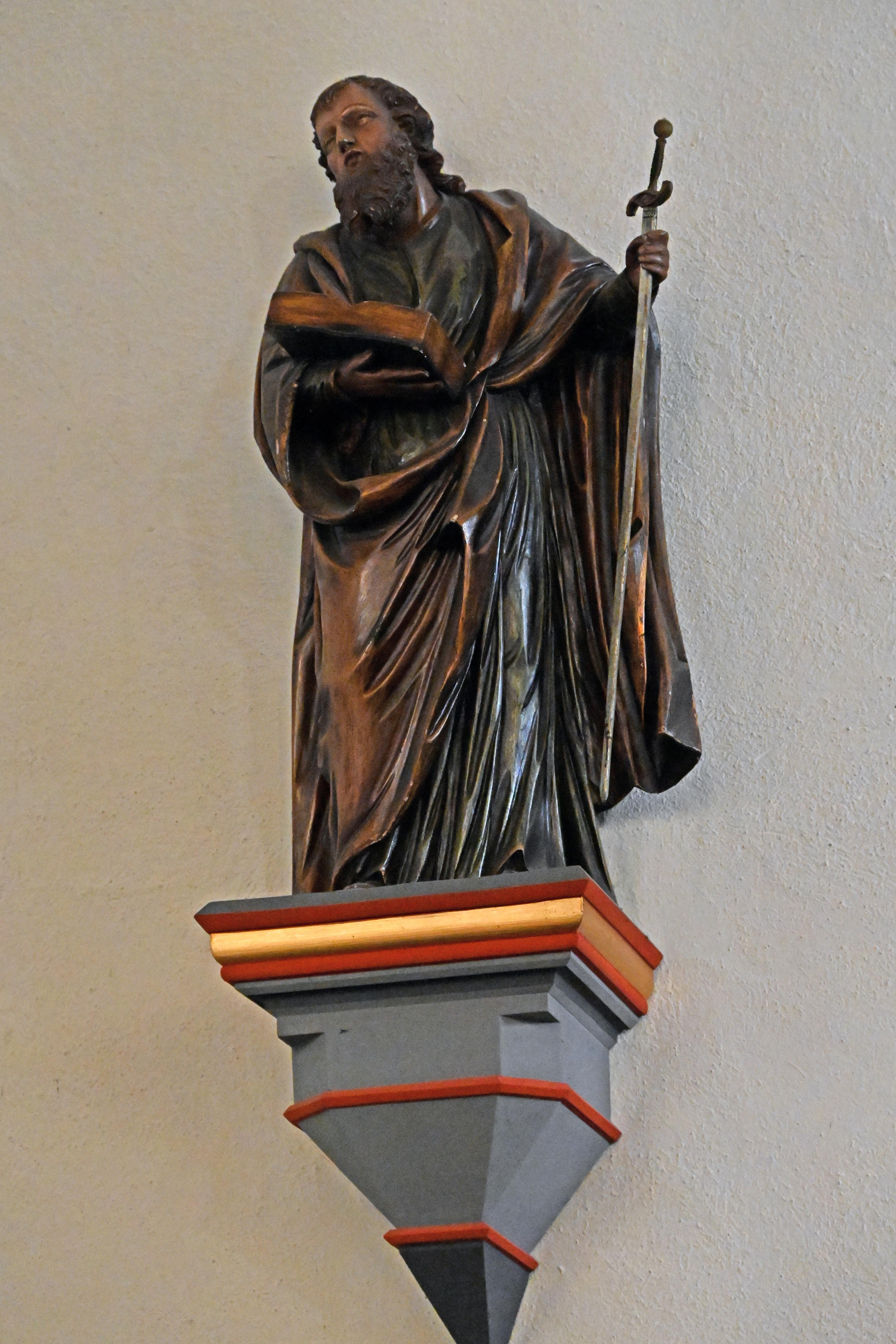
St. Paulus-Statue
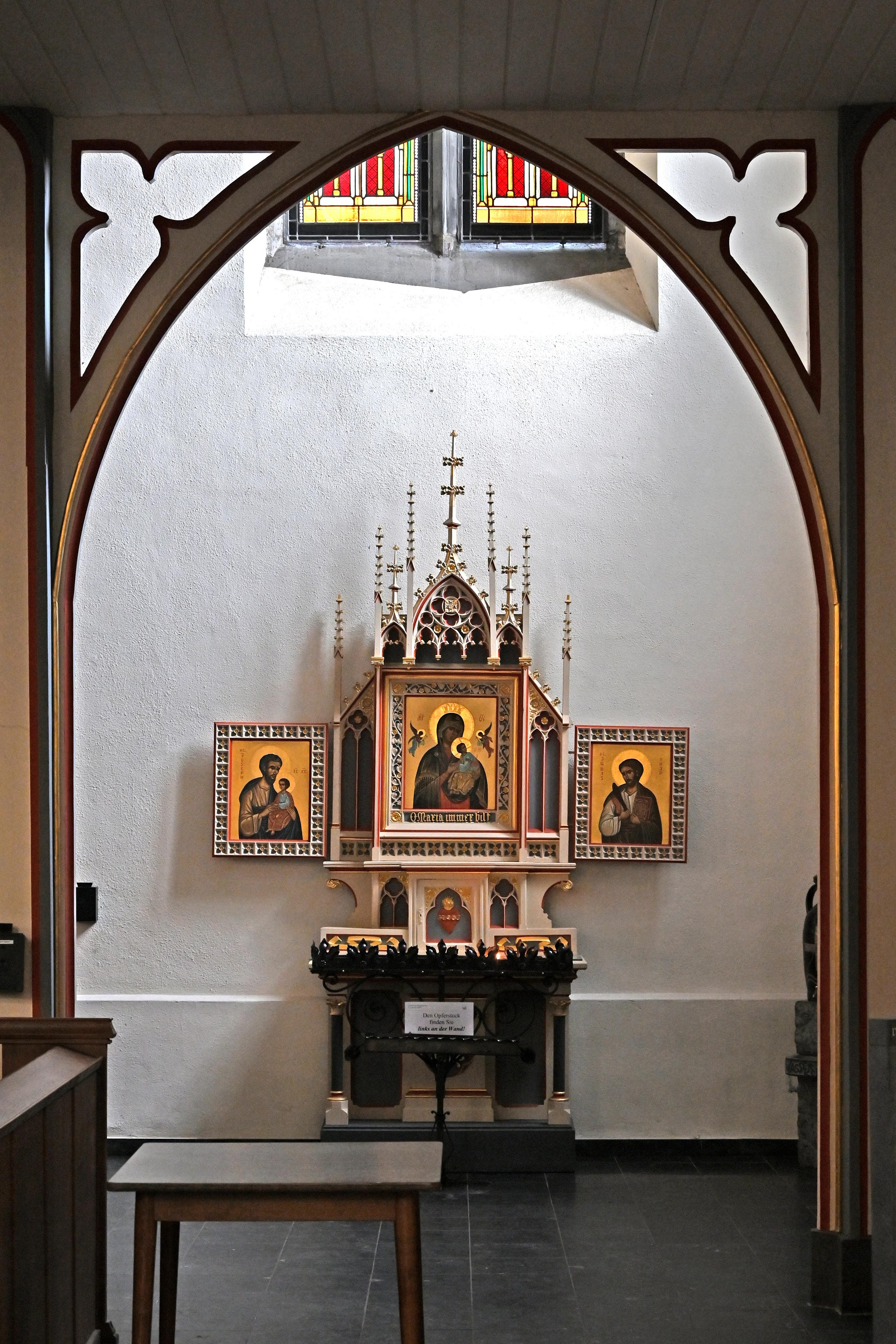
Marienaltar

### 16. Jahrhundert
Aus diesem Jahrhundert stammen zwei Kerzenleuchter der Renaissance. Ihre einfache Form aus Bronze wirkt unauffällig und schlicht.
Das Gemälde „Kindermord von Bethlehem“ ist mit Öl auf Holz gemalt. Auf der Rückseite befindet sich handschriftlich der Name Palma il Veccio, eines italienischen Malers des 16. Jahrhunderts. Vermutlich hat es dieser nicht selbst erstellt, sondern es ist das Werk eines Schülers. Das Gemälde wurde der Pfarre 1993 geschenkt.
Die aus Lindenholz gefertigte Pietà „Christus im Elend“ stammt wahrscheinlich aus dem Maingebiet.

### 17. Jahrhundert
Ein vergoldeter, silberner Kelch stammt aus dem Jahre 1660. Er trägt in der Gravur die Jahreszahl. Der Name des Graveurs ist unbekannt.
Ein Messgewand aus dem Jahre 1662 trägt im Bordürenkreuz das Jesuitenwappen IHS mit drei Nägeln im Strahlenkranz. Die Jahreszahl ist im Kreuzstab untergebracht.

### 18. Jahrhundert
Ein vergoldetes Ziborium aus Silber schmückt die Gravur „Jacobus Braun scabinus viduus ortus ex Breinig virgini Barbarae suae et agonizantibus patronae dedit“.
Eine Sonnenmonstranz aus dem Jahre 1763 zeigt im Fuß Ähren und Trauben. Eine Inschrift lautet „Breynig I H 1763“.
In einen ebenfalls aus dem 18. Jahrhundert stammenden Kelch eines unbekannten Aachener Künstlers wurde der Text „Calicem salutaris accipiam“ graviert.
Außerdem zählen noch zahlreiche Kreuze, Figuren und Gegenstände aus dem 18. Jahrhundert zu den Kirchenschätzen.

### 19. Jahrhundert
Zu den Kirchenschätzen aus dem 19. Jahrhundert gehört ein untersilbertes Ziborium mit Fuß und Nodus aus Messing. Dieses ist vergoldet und dient als Hostienschale.
Zwei Holzfiguren, die den Heiligen Petrus und den Heiligen Paulus darstellen, stammen vermutlich vom Beginn des 19. Jahrhunderts. 
Die Pfarrpatronin „Heilige Barbara“ stammt vermutlich aus den letzten Jahren des 18. oder ersten Jahren des 19. Jahrhunderts. Vermutlich entstand die Figur im belgischen Raum. Das Gehäuse ist im Barockstil gefertigt.
Ebenfalls aus dem beginnenden 19. Jahrhundert stammt eine weitere Sonnenmonstranz. Die Reliquienmonstranz des heiligen Stephanus wurde aus Zinn gefertigt.
Außerdem besitzt die Pfarrkirche eine Zahl an Figuren, Gewändern und Sakralgefäßen aus dem 19. Jahrhundert.

### 20. Jahrhundert
In der Kirche sind Bilder von zwei Kreuzwegen vorhanden. Einer von HAP Grieshaber und einer von Win Braun, die abwechselnd im Jahreskreis präsentiert werden.

## Pfarrer
Folgende Priester wirkten bislang als Pfarrer an St. Barbara:
- 1929–1961: Franz Jansen
- 1961–1975: Peter Timberg
- 1976–2001: Hermann Frey
- Seit 2002: Ulrich Lühring